# Pia de' Tolomei (Rossetti)
Pia de' Tolomei è un dipinto a olio su tela di Dante Gabriel Rossetti, realizzato nel 1868 circa e oggi conservato nel museo d'arte Spencer, nella cittadella universitaria dell'università del Kansas di Lawrence.

## Storia
L'opera venne dipinta all'inizio della relazione di Rossetti con Jane Morris, che fece da modella per questo quadro. Come avrebbe fatto con Beata Beatrix (1870), Rossetti scelse il tema dalle opere di Dante Alighieri (in questo caso il Purgatorio) per illustrare l'amore nei confronti della sua modella. La storia era quella di una donna il cui marito l'aveva imprigionata in un castello maremmano e poi avvelenata: Rossetti voleva che il mondo credesse alla fantasia con la quale si stava deludendo, cioè che William Morris avesse portato via Jane da lui contro la volontà di lei. Il tema sarebbe poi proseguito con Persefone. Rossetti la raffigurò anche come la regina Ginevra e Desdemona, anche loro delle donne soggette alla mercé degli uomini.

## Descrizione

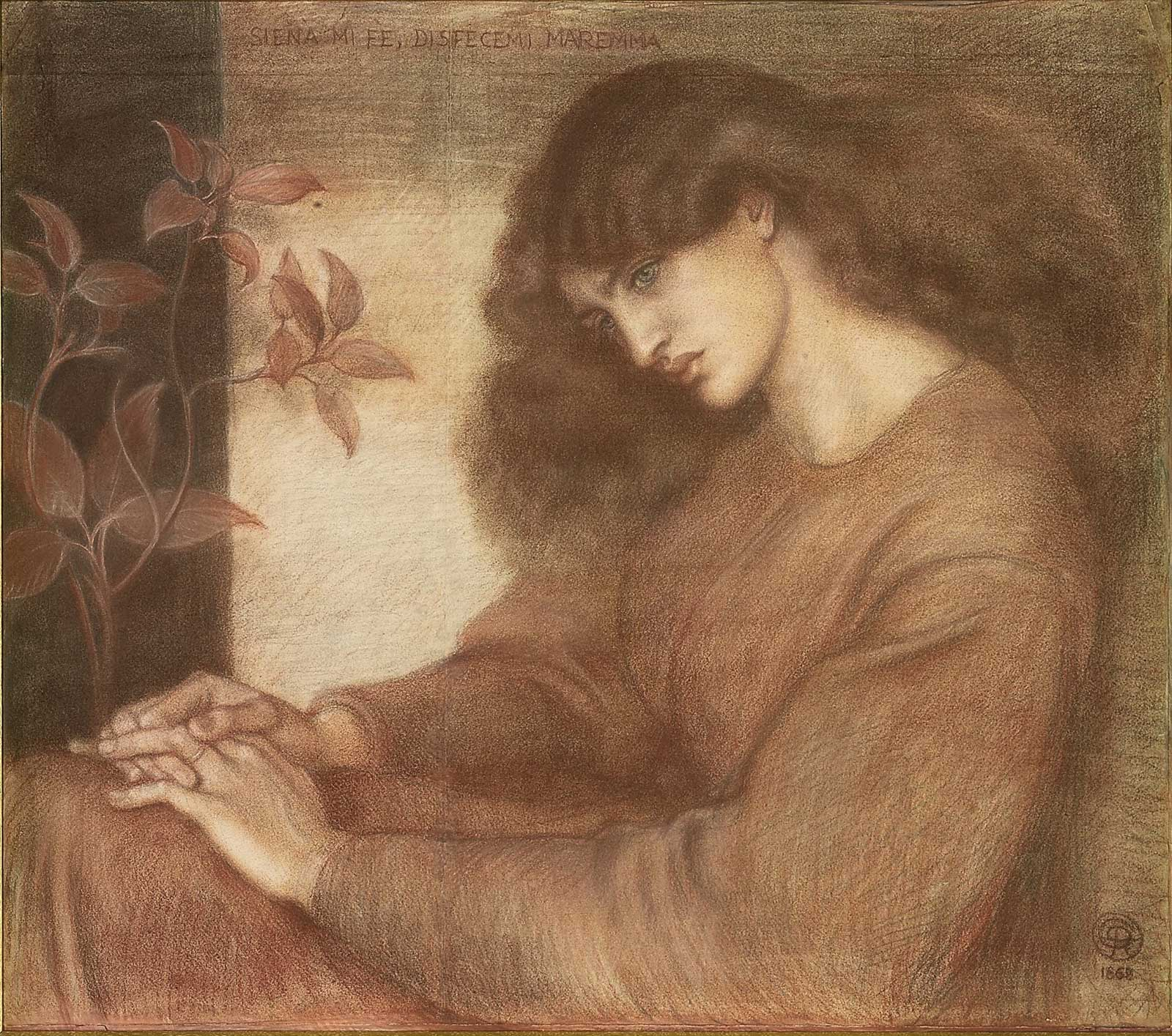
Uno studio per l'opera.

La tela ritrae Pia de' Tolomei, una gentildonna senese identificata con la Pia che appare nel quinto canto del Purgatorio dantesco. Accanto a lei si trovano una meridiana e delle lettere che le furono scritte dal marito. Lo sfondo dell'opera, nel quale appaiono degli uccelli svolazzanti, è immateriale finché lo spettatore non si concentra sulla bellezza del volto di Pia. Come in altre opere dell'artista nelle quali Jane Morris fece da modella, la donna sembra sproporzionatamente grande. Il collo allungato sembra quasi dislocato e il colore bianco della pelle risplende, sviando l'attenzione dello spettatore dagli altri aspetti del dipinto. Il colore dei capelli non è quello naturale della modella (marrone scuro) in quanto Rossetti li dipinse con una sfumatura color rame (un colore di capelli molto più simile a quello di Elizabeth Siddal, un'altra modella dell'artista). Inoltre, le sue mani sono contorte e intrecciate in modo particolare.